# 1491 Balduinus
1491 Balduinus eller 1938 EJ är en asteroid i huvudbältet som upptäcktes 23 februari 1938 av den belgiske astronomen Eugène Joseph Delporte i Uccle. Det har fått sitt namn efter Baudouin av Belgien.
Asteroiden har en diameter på ungefär 21 kilometer.